# Magna PT
Magna PT B.V. & Co. KG (hasta 2018: GETRAG), es un fabricante alemán de cajas de cambios y componentes de transmisión para automóviles y vehículos comerciales ligeros, y forma parte del grupo canadiense-austriaco Magna International. La abreviatura PT significa Powertrain.
Con una producción de 3,9 millones de cajas de cambios por año (a partir de 2015, incluidas las empresas conjuntas), Getrag es uno de los mayores fabricantes de este sector en el mundo.
Además de cajas de cambios manuales y automáticas, la empresa también produce cajas de cambios de doble embrague y es líder del mercado mundial en este último producto. También produce transmisiones para vehículos híbridos.
Además, Magna PT suministra transmisiones a distintos fabricantes de automóviles, incluidos BMW (Mini), Daimler AG, Ferrari, Mitsubishi, Porsche, Qoros, Renault, Grupo Volkswagen y AB Volvo.
Sus principales competidores son ZF Friedrichshafen, Aisin Seiki (participada por Toyota), y Jatco.

## Historia

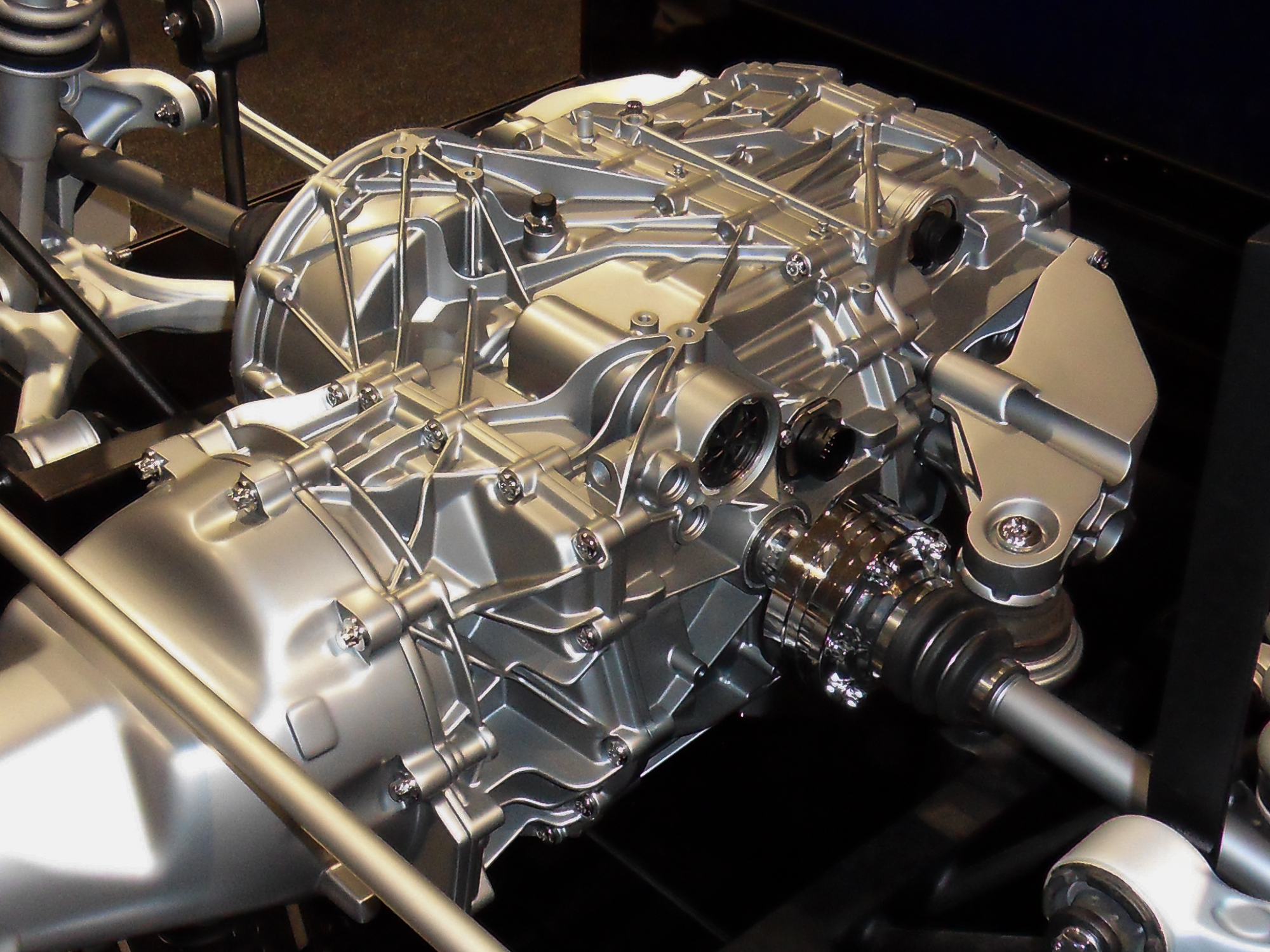
Sistema de doble embrague GETRAG

La empresa fue fundada por Hermann Hagenmeyer el 1 de mayo de 1935 en Luisburgo como la Fábrica de Transmisiones y Engranajes Hermann Hagenmeyer AG. Hagenmeyer, que provenía de una familia cervecera de Schweinfurt, compró la fábrica de engranajes Pfeiffer de Luisburgo cuando tenía 21 años de edad para establecer su propio negocio. A partir de la pequeña base de clientes de Pfeiffer, el negocio tuvo un buen comienzo, declarando unas ventas de 355.000 marcos en 1935. Con 77 empleados, la empresa inicialmente produjo transmisiones de tres velocidades y luego de cuatro velocidades para motocicletas. En 1936 construyó su primera caja de cambios con marcha atrás para el vehículo de tres ruedas "Rollfix", una pequeña furgoneta de reparto con un motor de 200 cm³.
El enfoque de la empresa, cuyo número de empleados había aumentado a 230 en 1939, seguía siendo, sin embargo, las transmisiones de motocicletas. Durante la Segunda Guerra Mundial, Getrag estuvo subordinado al Ministerio de Aviación del Reich y principalmente fabricó engranajes y mecanismos para bombas. La producción finalizó el 20 de abril de 1945, pero poco después de la guerra volvió al trabajo con 100 trabajadores en plantilla.
La empresa se convirtió en GmbH en 1951. Hermann Hagenmeyer murió el 19 de abril de 1982, y su hijo Tobias Hagenmeyer asumió la dirección.
En 2001, se fundó Getrag Ford Transmissions GmbH, de Colonia, como una empresa conjunta al 50% entre Getrag y Ford Europa, con tres plantas de producción en Alemania, Francia y Gran Bretaña.
En 2007, se formalizó la creación de la empresa conjunta Getrag (Jiangxi) Transmission Co. Ltd, fruto de la asociación entre Getrag y Jiangling Motors Company Group. Durante la crisis económica de 2009, la empresa fue apoyada con un contrato de fianza del estado de Baden-Württemberg para mantener el empleo.
En 2011, Getrag vendió el negocio de trenes de transmisión, que constaba de las subsidiarias Getrag Corporation (EE. UU.) y Getrag All Wheel Drive AB (Suecia), a la empresa británica GKN.
En octubre de 2012, se fundó una empresa conjunta entre Getrag y Dongfeng Motor Corporation, denominada Transmisions Co., Ltd. de Dongfeng Getrag para iniciar la producción de cajas de cambios en Wuhan a finales de 2015.
En julio de 2015, Getrag anunció que sería absorbida completamente por el grupo canadiense-austriaco Magna International La adquisición se completó a finales de 2015. El precio de compra fue de alrededor de 1.750 millones de euros, que, teniendo en cuenta los pasivos por pensiones asumidos, correspondía a un valor empresarial de alrededor de 2.4500 millones de euros.

## Cifras clave
- Transmisiones producidas: 3.614.000 (2012), 3.891.000 (2013), 3.908.000 (2016)
- Ventas: 3.000 millones de euros (2012)
- 22 ubicaciones de producción y desarrollo
- Empleados totales: 12.820 (2012), 14.000 (2015), 13.500 (2016)